# Simone Kuhn
Simone Kuhn (Wattwil, 2 september 1980) is een voormalige beachvolleyballer uit Zwitserland. Ze speelde van 2000 tot en met 2012 meer dan 130 internationale toernooien. Kuhn werd eenmaal Europees kampioen en won met verschillende partners in totaal negen keer de nationale titel. Daarnaast nam ze deel aan drie opeenvolgende edities van de Olympische Spelen.

## Carrière

### 2000 tot en met 2004
In 2000 deed Kuhn met Nicole Schnyder-Benoit mee aan het Challenger-toernooi van Xylokastro. Kuhn en Schnyder-Benoit vormden tot en met 2004 een vast team. In het 2001 debuteerde het duo in de FIVB World Tour. Ze namen deel aan vijf reguliere toernooien en kwamen daarbij tot een zeventiende plaats op Gran Canaria. Bij de wereldkampioenschappen in Klagenfurt strandden ze na twee nederlagen in de groepsfase. In Jesolo won het duo de zilveren medaille bij de Europese kampioenschappen. Ze verloren de finale in twee sets van het Griekse tweetal Vasso Karadassiou en Effrosyni Sfyri. In Bern werd Kuhn met Schnyder-Benoit voor het eerst Zwitsers kampioen ten koste van Annalea Hartmann en Karine Scheuerpflug. Het jaar daarop kwam het duo in de World Tour bij tien toernooien in actie en bereikte daarbij zes keer de achtste finale. Bij de EK in Bazel eindigden ze op een gedeelde vijfde plaats. In de derde ronde verloren ze van de Nederlanders Rebekka Kadijk en Marrit Leenstra en in de vijfde herkansingsronde werden ze uitgeschakeld door de latere kampioenen Lucilla Perrotta en Daniela Gattelli uit Italië. In eigen land prolongeerden ze bovendien hun nationale titel tegen Isabelle Forrer en Melanie Schönenberger.
In 2003 namen Kuhn en Schnyder-Benoit deel aan tien reguliere FIVB-toernooien. Bij het Open-toernooi van Lianyungang bereikten ze voor het eerst de halve finale van een mondiaal toernooi. Ze verloren de wedstrijd om het brons van het Australische duo Natalie Cook en Nicole Sanderson, waardoor ze als vierde eindigden. In Osaka en Milan kwam het tweetal verder tot de kwartfinales. Bij de WK in Rio de Janeiro bereikten ze eveneens de kwartfinale, die ze opnieuw verloren van Cook en Sanderson. Bij de EK in Alanya waren Perrotta en Gattelli in de kwartfinale te sterk. In Zürich wonnen Kuhn en Schnyder-Benoit voor de derde keer het Zwitsers kampioenschap, ditmaal ten koste van Hartmann en Dorothea Hebeisen. Het daaropvolgende seizoen deed het duo mee aan elf toernooien in de World Tour. In Osaka behaalden ze hun eerste podiumplaats met een derde plek, nadat ze de wedstrijd om het brons van Karadassiou en Sfyri gewonnen hadden. In Milaan behaalden ze de vierde plaats achter het Tsjechische tweetal Eva Celbová en Soňa Nováková. In Fortaleza en Marseille eindigden ze verder op een gedeelde vijfde plaats en Rio werden ze zevende. In Timmendorfer Strand werden Kuhn en Schnyder-Benoit Europees kampioen door het Noorse tweetal Kathrine Maaseide en Susanne Glesnes in de finale in twee sets te verslaan. Het duo had zich als negende geplaats voor de Olympische Spelen in Athene, maar strandde na drie nederlagen in de groepsfase. In eigen land wonnen ze voor de vierde keer op rij de nationale titel door opnieuw Hartmann en Hebeisen in de finale te verslaan. Na afloop van het seizoen beëindigde Schnyder-Benoit haar sportieve loopbaan.

### 2005 tot en met 2008
Van 2005 tot en met 2008 vormde Kuhn een team met Lea Schwer. In hun eerste jaar namen ze deel aan dertien toernooien in de World Tour. In Osaka behaalde het duo een vierde plaats nadat ze de troostfinale van de Brazilianen Adriana Behar en Shelda Bede verloren. In Athene eindigden ze op een gedeeld vijfde plaats en in Parijs en Bali op een gedeeld zevende plaats. Daarnaast wonnen ze het Satellite-toernooi van Lausanne. Bij de WK in Berlijn verloren ze in de derde ronde van het Duitse tweetal Stephanie Pohl en Okka Rau. In de herkansingsronde werden ze in de tweede wedstrijd uitgeschakeld door de Amerikanen Elaine Youngs en Rachel Wacholder. Bij de EK in Moskou eindigden Kuhn en Schwer als vierde. In de halve finale verloren ze in twee sets van Kadijk en Merel Mooren en in de wedstrijd om het brons waren Pohl en Rau in twee sets te sterk. In eigen land werd het duo Zwitsers kampioen ten koste van Sarah en Tanja Schmocker. In 2006 deden Kuhn en Schwer op mondiaal niveau mee aan twaalf toernooien met vier negende plaatsen als beste resultaat (Shanghai, Gstaad, Stavanger en Klagenfurt). Bij de EK in Den Haag verloren ze in de tweede ronde van de latere kampioenen Aleksandra Sjirjajeva en Natalja Oerjadova uit Rusland. In de tweede herkansingsronde werden ze uitgeschakeld door het Tsjechische tweetal Šárka Nakládalová en Tereza Tobiášová. In Bern prolongeerde het duo hun nationale titel tegen Hartmann en Karin Trüssel en werd Kuhn voor de zesde keer op rij Zwitsers kampioen.
Het seizoen daarop namen Kuhn en Schwer deel aan tien reguliere FIVB-toernooien met een zevende plaats in Kristiansand als beste resultaat. Bij de WK in eigen land werden ze in de zestiende finale uitgeschakeld door de latere kampioenen Kerri Walsh en Misty May-Treanor. In 2008 kwam het duo in actie op elf toernooien in de World Tour. Bij de Grand Slam van Gstaad bereikten ze de kwartfinale, waar ze werden uitgeschakeld door Tian Jia en Wang Jie uit China. Bij de EK in Hamburg verloren ze in de tweede ronde van Pohl en Rau en werden ze in de herkansing direct uitgeschakeld door Helke Claasen en Antje Röder uit Duitsland. Bij de Olympische Spelen in Peking strandde het duo na drie nederlagen in de groepsfase. Na afloop van de Spelen beëindigde Schwer haar internationale beachvolleybalcarrière. In september deed Kuhn met Romana Kayser nog mee aan het Open-toernooi van Mysłowice.

### 2009 tot en met 2012

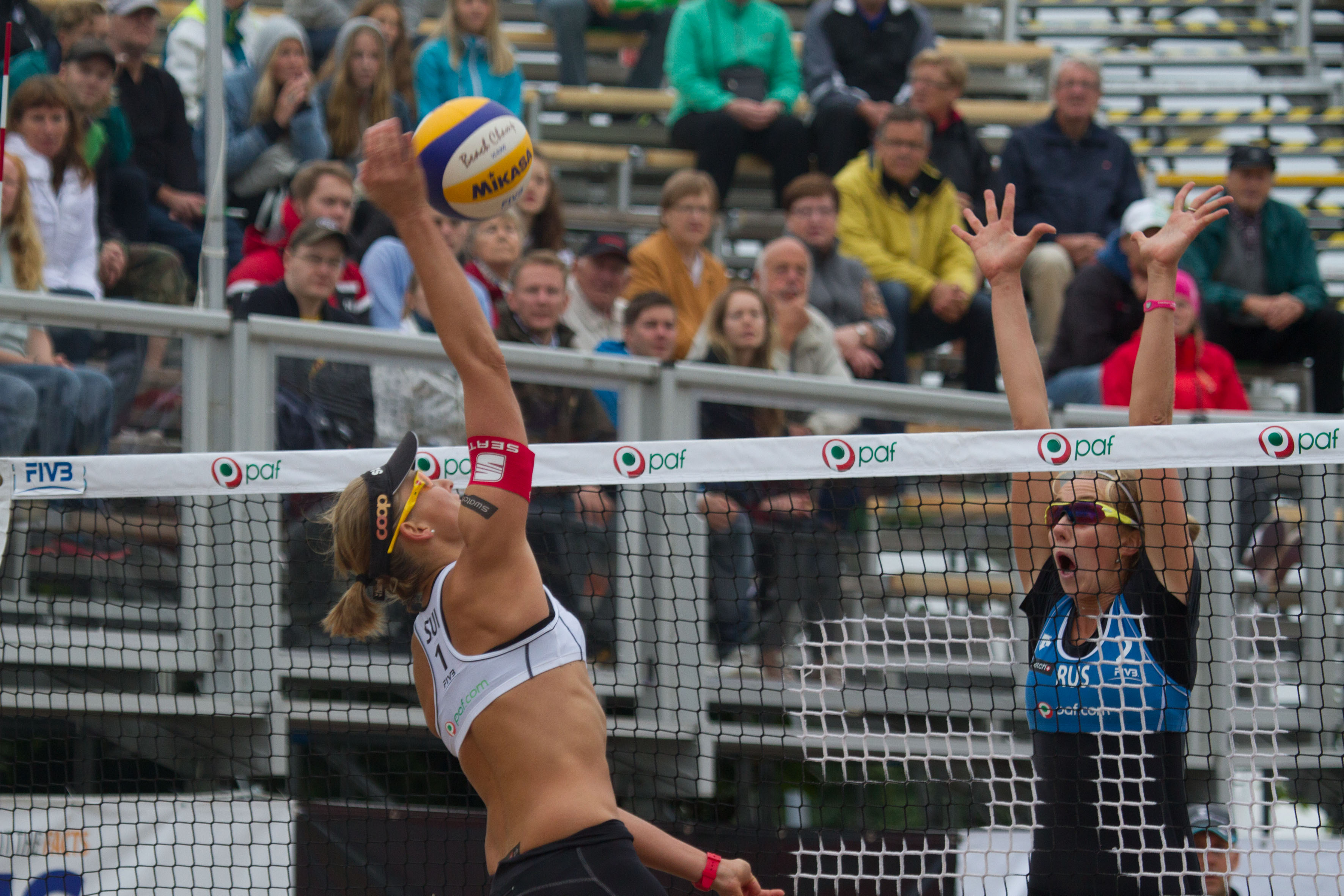
Kuhn (links) in actie tijdens de Åland Open (2012)

Van 2009 tot en met 2012 vormde Kuhn een team met Nadine Zumkehr. In hun eerste seizoen deden ze mee aan elf toernooien in de World Tour en aan de WK in Stavanger. Daar werden ze in de zestiende finale uitgeschakeld door het Chinese duo Xue Chen en Zhang Ying. In Sanya won Kuhn met Zumkehr haar eerste gouden medaille bij een mondiaal toernooi. In de finale  wonnen ze in drie sets van de Amerikaanse wereldkampioenen Jennifer Kessy en April Ross. Bij de overige tien toernooien kwamen ze niet verder dan drie negende plaatsen (Brasilia, Gstaad en Barcelona). In Sotsji wonnen Kuhn en Zumkehr de bronzen medaille bij de EK. In de halve finale verloren ze in twee sets van de Duitsers Sara Goller en Laura Ludwig en in de troostfinale waren ze in drie sets te sterk voor Liesbeth Mouha en Liesbet Van Breedam uit België. In Bern won het duo de nationale titel van Kayser en Martina Grossen. In 2010 kwamen ze op mondiaal niveau op tien toernooien in actie. Bij de Grand Slam van Stavanger bereikten ze de kwartfinale en bij de Åland Open eindigden ze op een zevende plaats. Bij de EK in Berlijn verloren ze in de achtste finale van het Nederlandse duo Madelein Meppelink en Marloes Wesselink. In eigen land prolongeerden ze hun titel tegen Kayser en Grossen.
Het jaar daarop namen Kuhn en Zumkehr deel aan twaalf toernooien in de World Tour en bereikten drie keer de kwartfinales (Peking, Gstaad en Moskou). Bij de WK in Rome strandden ze in de zestiende finale na een nederlaag tegen de Oostenrijkse zussen Doris en Stefanie Schwaiger. Bij de EK in Kristiansand werden ze in de kwartfinale uitgeschakeld door Goller en Ludwig. In Bern wonnen Kuhn en Zumkehr voor de derde keer op rij de nationale titel, waarmee Kuhn voor de negende keer Zwitsers kampioen werd. In de finale versloegen ze Forrer en Kayser. In 2012 noteerde het duo bij tien World Tour-toernooien acht toptienklasseringen. Ze wonnen goud bij de Grand Slam van Rome door Goller en Ludwig in de finale te verslaan en brons bij de Grand Slam van Gstaad ten koste van Mouha en Katrien Geelen. Bij de Olympische Spelen werden ze in de achtste finale uitgeschakeld door Kessy en Ross. In Åland speelde Kuhn haar laatste internationale toernooi. Ze eindigden als vierde nadat ze de wedstrijd om het brons van Jekaterina Chomjakova en Jevgenia Oekolova verloren. Bij de nationale kampioenschappen wonnen Kuhn en Zumkehr de bronzen medaille. Na afloop van de NK beëindigde Kuhn haar sportieve loopbaan.

## Palmares
Kampioenschappen
- 2001:  EK
- 2001:  NK
- 2002:  NK
- 2003:  NK
- 2003: 5e WK
- 2004:  EK
- 2004:  NK
- 2005:  NK
- 2006:  NK
- 2009:  NK
- 2009:  EK
- 2010:  NK
- 2011:  NK
- 2012: 9e OS
- 2012:  NK

FIVB World Tour
- 2004:  Osaka Open
- 2009:  Sanya Open
- 2012:  Grand Slam Rome
- 2012:  Grand Slam Gstaad